# Cosmin Pricop
Cosmin Daniel Pricop (* 18. Juli 1981 in Brăila) ist ein rumänisch-orthodoxer Priester und Neutestamentler.

## Werdegang
Pricop studierte von 2001 bis 2008 Orthodoxe Theologie an der Universität Bukarest und Evangelische Theologie an der Eberhard Karls Universität Tübingen. 2010 promovierte er in Bukarest mit einer Arbeit zum Thema Der theologische Dialog zwischen den orthodoxen Kirchen und dem Lutherischen Weltbund. Historische Darstellung und theologische Bewertung. Nach Forschungsaufenthalten in Tübingen und Frankfurt am Main wurde Pricop 2014 an der Johann-Wolfgang-Goethe-Universität mit einer Arbeit zur Verklärungsgeschichte im Markusevangelium bei Ute Eisen und Stefan Alkier erneut zum Dr. theol. promoviert. Für seine Dissertation erhielt er den zweiten Preis der Kurt-Hellmich-Stiftung seitens der Fakultät für Katholische Theologie Regensburg. Zwischen 2015 und 2020 arbeitete er in Regensburg am Centre for Advanced Studies Beyond Canon mit Tobias Nicklas an einem Post-Doc-Projekt zur Rezeption des Wohnbegriffs (Joh 1,14b ) in den apokryphen Johannes- und Thomasakten. Seit 2020 arbeitet Pricop an einem Habilitationsprojekt bei Jörg Frey in Zürich zum Thema Fort- und Umschreibungen des Wohnens aus 1,14b im Corpus des Johannesevangeliums.
Cosmin Pricop ist Dozent an der orthodox-theologischen Fakultät in Bukarest und Priester der rumänisch-orthodoxen Kirche Delea Nouă Calist. Pricop beschäftigt sich in seiner Forschung mit biblischer Hermeneutik, patristischer Exegese, Rezeptionsgeschichte und den apokryphen Apostelakten.
Er ist verheiratet und Vater von zwei Kindern.

## Schriften (Auswahl)
- St. Pamphilus from Caesarea: Apologia pro Origenes. Herald Publishing House, Bukarest 2009 (Übersetzung).
- From Espoo to Paphos. The Theological Dialogue of the Orthodox Churches with the Lutheran World Federation (1981–2008). Basilica Publishing House, Bukarest  2013, ISBN 978-606-849-516-3.
- Die Verwandlung Jesu Christi. Historisch-kritische und patristische Studien (= Wissenschaftliche Untersuchungen zum Neuen Testament II/422), Mohr Siebeck Verlag, Tübingen 2016, ISBN 978-3-16-153695-3.
- mit Marian Vild und Alexandru Mihăilă (Hrsg.): Lucrările Simpozionului „Identitatea ortodoxă a studiilor biblice“. București, 11-12 nov. 2016. University Publishing House, Bukarest 2017, ISBN 978-606160871-3.